# جيمس ويليام روبرتسون
جيمس ويليام روبرتسون (بالإنجليزية: James William Robertson)‏ هو سياسي نيوزلندي، ولد في 1826 في نيو برونزويك في كندا، وتوفي في 23 يناير 1876.